# 镨化合物
镨化合物是镧系金属镨（元素符号：Pr）形成的化合物，在这些化合物中，镨一般显+3价，如PrCl3、Pr(NO3)3、Pr(CH3COO)3等；+2和 +4价的镨化合物是已知的。

## 卤化物

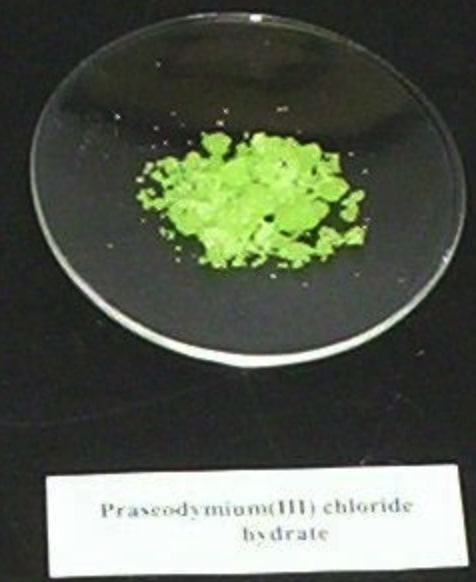
氯化镨的七水合物

金属镨和所有卤素反应，形成三卤化物：
2 Pr (s) + 3 F2 (g) → 2 PrF3 (s) （绿色）
2 Pr (s) + 3 Cl2 (g) → 2 PrCl3 (s) （绿色）
2 Pr (s) + 3 Br2 (g) → 2 PrBr3 (s) （绿色）
2 Pr (s) + 3 I2 (g) → 2 PrI3 (s)
四氟化镨 PrF4是已知的，可以由氟化钠和三氟化镨和氟气反应，形成 Na2PrF6。之后，再用液体氟化氢去除氟化钠，形成四氟化镨。 镨也会形成青铜色的二碘化物。类似镧、铈和钆的二碘化物，它是一种含有镨(III)的电子盐。